# Tsuchimikado In no Kosaishō
Tsuchimikado In no Kosaishō (土御門院小宰相) est une poétesse et courtisane japonaise vivant au début de l'époque de Kamakura (XIIIe siècle). Son père est Fujiwara no Ietaka et sa sœur Fujiwara no Takesuke. Elle est aussi connue sous le nom de Shōmei Mon In no Kosaishō (承明門院小宰相).
Elle est servante de l'empereur retiré Tsuchimikado et de sa mère, l'impératrice douairière Minamoto no Zaishi de Shōmei Mon In.
Elle participe à plusieurs utaawase (concours de poésie de genre waka) en 1236, 1247, 1248, 1251, 1256, 1261 et 1265. Deux de ses poèmes waka sont inclus dans l'anthologie impériale Shinchokusen Wakashū. Au total, trente-neuf de ses poèmes figurent figurent dans diverses anthologies. Elle fait partie des trente-six poétesses immortelles.